# Lecithocerinae
De Lecithocerinae zijn een onderfamilie van vlinders in de Familie Lecithoceridae.

## Geslachten
- Lecithocera Herrich-Schäffer, 1853
- Crinellus Park, 2012
- Dinochares Meyrick, 1925
- Doxogenes Meyrick, 1925
- Eurodachtha Gozmány, 1978
- Frisilia Walker, 1864
- Hamatina Park, 2011
- Homaloxestis Meyrick, 1910
- Issikiopteryx Moriuti, 1973
- Kalocyrma Wu, 1994
- Lacuniola Park, 2012
- Neopectinimura Park, 2010
- Neotimyra Park, 2011
- Nosphistica Meyrick, 1911
- Onnuria Park, 2011
- Pectinimura Park in Park & Byun, 2008
- Procharista Meyrick, 1922p.
- Sarisophora Meyrick, 1904
- Scolizona Park, 2011
- Strombiola Park, 2011
- Sulciolus Park, 2012
- Synesarga Gozmány, 1978
- Telephata Meyrick, 1916
- Thailepidonia Park, 2007
- Timyra Walker, 1864
- Tisis Walker, 1864
- Woonpaikia Park, 2010